# 에스토니아어 위키백과

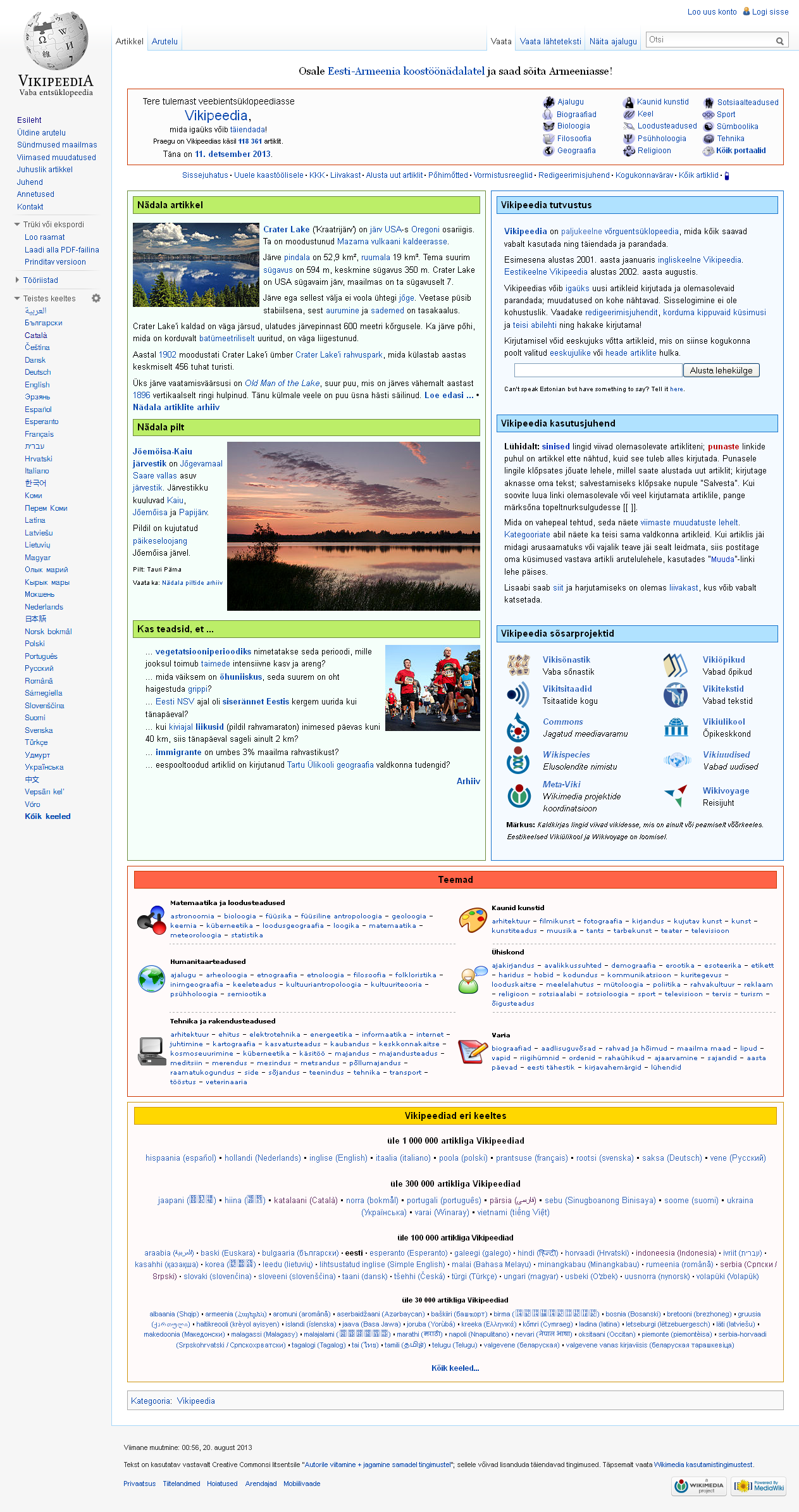

에스토니아어 위키백과(에스토니아어: Eestikeelne Vikipeedia)는 에스토니아어 버전의 위키백과이다. 2002년 7월 24일에 시작되었다. 2011년 4월 1일 기준으로 문서 수는 83365개이다. 기호는 et이다.